# Нижня Алабуга
Нижня Ала́буга (рос. Нижняя Алабуга) — присілок у складі Притобольного району Курганської області, Росія. Входить до складу Гладковської сільської ради.
Населення — 152 особи (2010, 228 у 2002).
Національний склад станом на 2002 рік:
- росіяни — 91 %